# Kento Onodera
Kento Onodera (小野寺 建人 Onodera Kento?), född 6 juli 1991 i Shizuoka prefektur, är en japansk fotbollsspelare.
Onodera började sin karriär 2014 i Zweigen Kanazawa. 2015 flyttade han till Honda FC. Han avslutade karriären 2015.